# Henryk Korybut Woroniecki
Henryk książę Korybut Woroniecki (ur. 1794 lub 1796 we Lwowie, zm. 29 marca 1879 w Haczowie) – polski oficer, uczestnik walk niepodległościowych.

## Życiorys
Urodził się w 1794 lub 1796 we Lwowie. Posiadał pochodzenie szlacheckie, legitymował się tytułem księcia.
Jako akademik wstąpił do Armii Księstwa Warszawskiego w 1809. Odbył kampanię w 1809 (wojna polsko-austriacka) oraz w 1812 i w 1813 podczas kampanii napoleońskiej. Awansowany na stopień porucznika. Przebywał w niewoli rosyjskiej. Był zesłany na Syberię.
Po odzyskaniu wolności i powrocie na ziemie polskie był żołnierzem Wojska Polskiego Królestwa Kongresowego. Od około 1819 w stopniu podporucznika służył w 1 pułku strzelców konnych. Około 1824 został awansowany na porucznika i przeniesiony do 3 pułku strzelców konnych, w szeregach którego służył nadal w drugiej połowie lat 20. W 1831 był oficerem powstania listopadowego, odznaczając się męstwem i walecznością do końca walk.
Zamieszkiwał w miejscowości Drohobyczka. W późniejszych latach był uczestnikiem spisków i sprzysiężeń z lat 1833–1846. Był więziony w twierdzy Kufstein. W lutym 1846 uczestniczył na ziemi sanockiej w przygotowaniach konspiracyjnych celem wzniecenia walk w ramach powstania krakowskiego, przygotowanego na 21/22 lutego 1846, po czym znalazł się na przygotowanej przez cyrkuł sanocki liście uczestników konspiracji (innym uczestnikiem był August Woroniecki z Drohobyczki). Uczestnicy konspiracji byli więzieni Sanoku (śledztwo prowadził przybyły ze Lwowa radca Leonidas Janowicz, osławiony bezpardonowym traktowaniem osadzonych i ich krewnych, którego odwołał mianowany komendantem Sanoka pułkownik Leopold Kolowrath-Krakowsky, ówczesny komendant 3 pułku huzarów z Sáros-Patak). Latem 1846 rozpoczęto przewożenie więźniów do Lwowa. Hieronim Woroniecki został skazany na karę 10 lat ciężkiego więzienia (August został skazany na karę 12 lat ciężkiego więzienia). Wraz z innymi skazanymi uczestnikami sprzysiężenia na Sanocczyźnie został wywieziony na Hradczy Kopiec (Spielberg), osadzony tam 10 listopada 1846, po czym 23 marca 1848 został zwolniony na mocy amnestii, którą objęto konspiratorów. Polacy, na czele z Julianem Goslarem, odjeżdżający z dworca kolejowego w pobliskim Brnie byli żegnani entuzjastycznie przez Czechów.
Po uwolnieniu zamieszkał we dworze w Haczowie, należącym do rodziny Urbańskich, z którymi był spokrewniony (m.in. Franciszek Urbański oraz jego dzieci Lucyna i Mieczysław). Po wybuchu powstania styczniowego będąc w podeszłym wieku opuścił tę miejscowość, przekroczył granicę i ochotniczo zgłosił się do obozu powstańców, jednak po zachorowaniu na tyfus był zmuszony zrezygnować z udziału w narodowej insurekcji i powrócić do domu.
Zmarł 28 lub 29 marca 1879. Został pochowany na cmentarzu w Haczowie 31 marca 1879.

## Odznaczenia
- Order Virtuti Militari (za kampanie 1812/1813)[3][1][4]
- Legia Honorowa (za kampanie 1812/1813)[3]